# Lanfièra-Koura
Pour les articles homonymes, voir Lanfiéra.
Ne doit pas être confondu avec Lanfiéra-Koura.
Lanfièra-Koura est une commune rurale située dans le département de Dandé de la province du Houet dans la région du Hauts-Bassins au Burkina Faso.

## Géographie
Lanfièra-Koura est située à 6 km au sud de Dandé et à 7 km au nord de Samandéni. La commune est traversée par la route nationale 9.